# Ole Kristian Kråkmo
Ole Kristian Kråkmo (Trondheim, 28 dicembre 1985) è un ex calciatore norvegese, di ruolo difensore.

## Carriera

### Club
Kråkmo cominciò la carriera, a livello giovanile, giocando per Heimdal e Rosenborg. Passò in seguito al Ranheim. Nel 2007 si trasferì allo Skeid, militante in Adeccoligaen: debuttò per il club il 22 aprile, giocando titolare nella sconfitta per tre a uno contro il Kongsvinger. Tornò al Ranheim al termine della stagione.
Il 17 gennaio 2011 fu ufficializzato il suo trasferimento allo Haugesund. Il 20 marzo debuttò nella Tippeligaen, giocando titolare nella sconfitta per due a zero sul campo del Tromsø. A fine stagione, tornò al Ranheim.